# Арес V

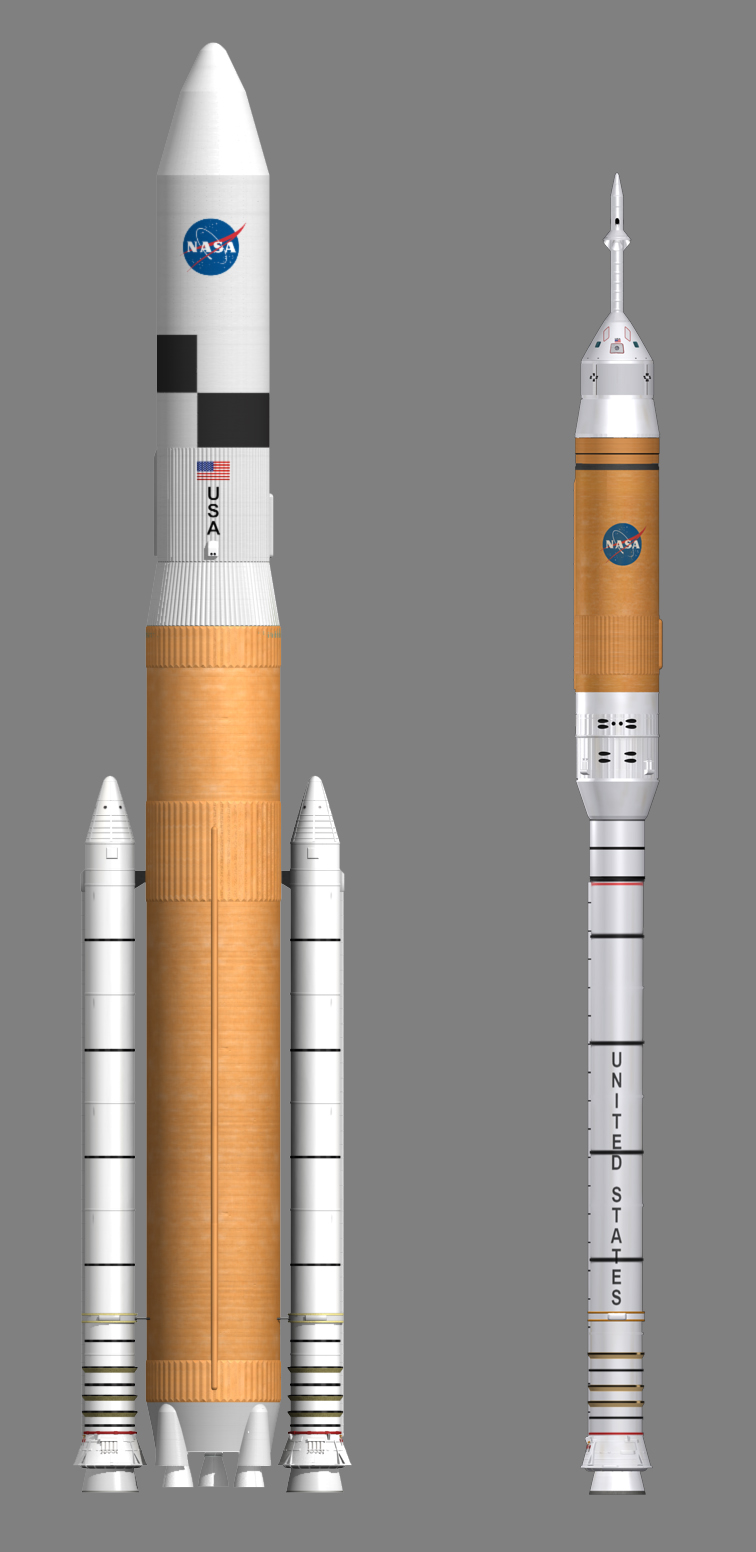
Порівняння «Арес V» (ліворуч) і «Арес-1» (праворуч)

«Арес V» (англ. Ares V) (англ. Cargo Launch Vehicle, CaLV) — американська ракета-носій надважкого класу, яка розроблялась НАСА і призначалась для доставки вантажів і астронавтів за допомогою пілотованого корабля «Оріон» на навколоземну орбіту і на траєкторію польоту до Місяця.

Логотип «Арес»

Арес — ім'я давньогрецького бога, який відповідає Марсу в давньоримській. Політ на Марс — це наступна після Місяця мета програми «Сузір'я». Назва меншої вантажної ракети-носія Арес-1, яка розроблялась одночасно з «Арес V», яка асоціюється з ракетою-носієм «Сатурн-1», а «V» в Ares V асоціюється з аналогічним індексом в назві ракети-носія «Сатурн V». Обидві ракети сімейства «Сатурн-1» і «Сатурн V» були розроблені НАСА в 1960-х роках спеціально для пілотованих польотів. Друга з цих двох ракет успішно забезпечила першу американську програму польотів на Місяць «Аполлон».
Проєкт закритий.